# Родотус
Родотус (лат. Rhodotus) — монотипический род грибов семейства Physalacriaceae. Включает единственный вид родотус дланевидный (Rhodotus palmatus). Встречается по всему северному полушарию: на востоке Северной Америки, в северной Африке, Новой Зеландии, Европе и Азии. На территории России можно встретить в зоне широколиственных и хвойно-широколиственных лесов.
Гриб считается единственным представителем рода Rhodotus и принадлежит к семейству Physalacriaceae.
Родотус включён в Красную Книгу нескольких стран: Австрии, Эстонии, Румынии, Польши, Норвегии, Германии, Швеции, Словакии. В России занесен в Красные книги Сахалинской и Ленинградской областей.

## Описание
Родотус дланевидный известен в просторечии как сетчатый родотус, розовая шапочка или сморщенный персик. (его поверхность издали выглядит сморщенной, а цветом и запахом гриб напоминает фрукт) Он относится к группе макромицетов и является редким видом. 
Плодовое тело зрелых грибов — характерного розового цвета с сетчатым рисунком на шляпке. Иногда у Родотуса плодовое тело может выделять "кровоточащую" жидкость красноватого или оранжевого оттенка.  
Форма, размер и цвет шляпки будут зависеть от того, насколько интенсивным было освещение в период развития плодового тела гриба. Она может быть оранжевой, лососевой или розовой. Размер шляпки у гриба может достигать 15 см, она имеет выпуклую форму и загнутый край, очень эластичная. Молодые грибы имеют практически гладкие, широко-конические с подвернутым краем шляпки, а у старых грибов они покрываются венозной морщинистой сеточкой. Сетчатая шляпка зрелого родотуса делает его легко идентифицируемым.
Мякоть эластична, многие источники указывают на наличие горького вкуса и слабовыраженного фруктового аромата цитрусовых или абрикоса.
Ножка гриба составляет 1.0—7.0 x 0.3—1.5 см. Длина её также зависит от освещения подового тела в период развития.
Споры имеют размеры 5.5-7*5-7(8) мкм. Их поверхность покрыта бородавками, а сами споры имеют грубо шаровидную форму.

### Съедобность
По многим источникам, родотус считается несъедобным, так как его пищевые свойства не изучены в достаточной мере. Однако давно уже многие грибники юга считают его одним из самых вкусных грибов, великолепно подходит для маринования.

### Антимикробная активность
Вид обладает лекарственными свойствами. Они были выявлены в 2000 году в рамках испанского научного исследования группой микробиологов. Их исследования подтвердили, что Родотус дланевидный обладает хорошей антимикробной активностью по отношению к человеческим патогенам.

## Среда обитания
Рассматриваемый вид — сапротроф, растет на пнях лиственных пород или валежнике, предпочитая древесину лиственных пород,таких как липа, клен и вяз. Встречаются также на древесине конского каштана. Плодовые тела могут расти как поодиночке, так и в гроздьях.
Интенсивное плодоношение дланевидного родотуса приходится на период с весны по осень.

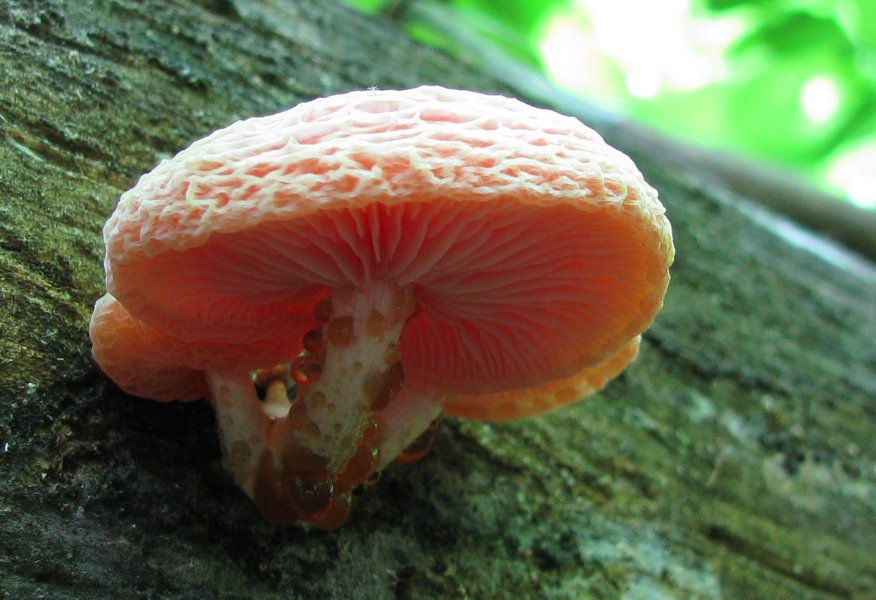
R. palmatus